# BeatJam
BeatJam（ビートジャム）は、ジャストシステムが開発・販売しているメディアプレーヤーソフトである。
対応するオペレーティングシステムはWindows 7・Windows Vista及びWindows XP（Windows 7は2009/R.3より対応）。

## 概要
音楽CDからMP3などの形式でオーディオトラックをリッピングしたり、楽曲ファイルを管理・再生するいわゆるジュークボックスソフトウェアである。
最初の製品「MP3 BeatJam」は1999年に発売された。2000年に次のバージョン「MP3 BeatJam X-TREME」を発売。
その後、Windows Media PlayerやiTunesなど同種のアプリケーションが無償配布されるようになり、有料アプリケーションとしての地位は急速に薄れた。メーカー製パソコンにプリインストールされる需要もほとんど無くなったものの、最新の音楽配信に対応するなど開発・販売は継続されているほか、機能限定のLE版が無償配布されていた。また、LE版を除く「BeatJam」を既に利用されているユーザーには「Music@Life」へのメンバー登録を条件に、最新バージョンへのアップデートプログラムを無償提供している。
対応するデバイスの幅が広く、ファイル形式も多岐（WAV、WMA、MP3、ATRAC、AAC）にわたっている。AAC以外は相互変換に対応している（AACへの変換のみ非対応。またiTunes Store等で購入したDRM付きAACの再生も非対応）。
2007年7月24日に「BeatJam 2007 /R.3」を配布し「mora win」に対応。このためOpenMGとWindows Media DRMの双方のDRMに対応した唯一のジュークボックスソフトになった。またソニーのSonicStageがバージョン5.xからファイル変換機能を削除したため、他の形式からATRAC・ATRAC Advanced Losslessに変換できるソフトはBeatJam（とDRMなしであればSound it!Ver.5.0以降）のみである。
RoomStylePlayerやMiniPlayerなど、プレイヤーもバリエーションがある。RoomStylePlayerでは、全画面表示にて、モーショングラフィックと共に音楽を楽しめ、リモコンでの操作も可能である。また、プレイヤー以外にDLNA関連のユーティリティソフトとしての側面も持っており、Beatjam Network ServerではBeatJamをインストールしているパソコンをDLNAのサーバーソフトにできる。ATRACに対応するDLNAサーバーソフトとしては唯一、ソフトが単独で販売されている（もう一つの対応クライアントであるVAIO Mediaは「VAIO」、一部のソニー製オーディオシステムに付属するのみ）。またBeatJam Network PlayerではDLNAクライアントソフトとしてネットワーク上のDLNAサーバーから曲を再生できる。
2011年1月26日、「Music@Life」のサービスを同年3月31日に終了することが発表され、3月末に「BeatJam 2011」を提供する予定と公式サイトで発表された。ジャストシステムは今後もBeatJamの開発を続け、音楽の新たな楽しみ方を提案・提供していく予定であるが、「BeatJam」本来の転送機能をカーナビゲーションやスマートフォン等に応用・特化することを重点にしていることもあり、現在は直営のECサイト「Just MyShop」からのダウンロード購入及び、「Music@Life」上で公開されていたLE版の無料ダウンロードのいずれも不可能となっている。なお、予告されていた「BeatJam 2011」については同年3月17日に既存の「BeatJam」ユーザー向けに無償のアップデートモジュールが公開された。このモジュール導入により、「Music@Life」のサービス終了に伴う関連機能の廃止（Skinダウンロードサービスで公開されていたミニプレーヤーSkinは全て標準搭載化）、機能追加（WAV形式の楽曲を結合する機能）等が適用される。同年8月31日にはMD機器添付版と東芝製携帯電話添付版のサポートを、同年9月30日には三菱電機製携帯電話添付版のサポートを順次終了した。
2012年6月12日にサポートプログラムが公開となり、新たに、バックアップできない著作権保護された曲があるかを確認する機能とM3Uプレイリストファイルから曲を追加する機能の2つが追加された。同年6月30日に「BeatJam 2006/2007」のカーナビゲーション添付版と「BeatJam」PCプリインストール・添付版のサポートを、同年12月31日には「BeatJam 2005」 - 「BeatJam 2009」のサポートを順次終了した。
また、「OpenMG」関連プログラムや付随サービスの一部が2012年6月30日付で終了したことにより、バックアップ/リストア（復元）サービス、セットアップ用プログラムの再提供、バージョンアップを行うためのアップデートモジュールのダウンロードも不可となった。
2013年3月26日に更新版が公開となり、moraで購入したAAC形式ファイルを「Musicライブラリ」に登録した際、曲情報が文字化けする事象が改善され、既に文字化けされた状態で登録された場合でも所定の方法を実行することで解消されるようになった。

## 再生可能なファイル形式
- 音声ファイル：aac, mp3, wav, wma, oma